# Pulbere

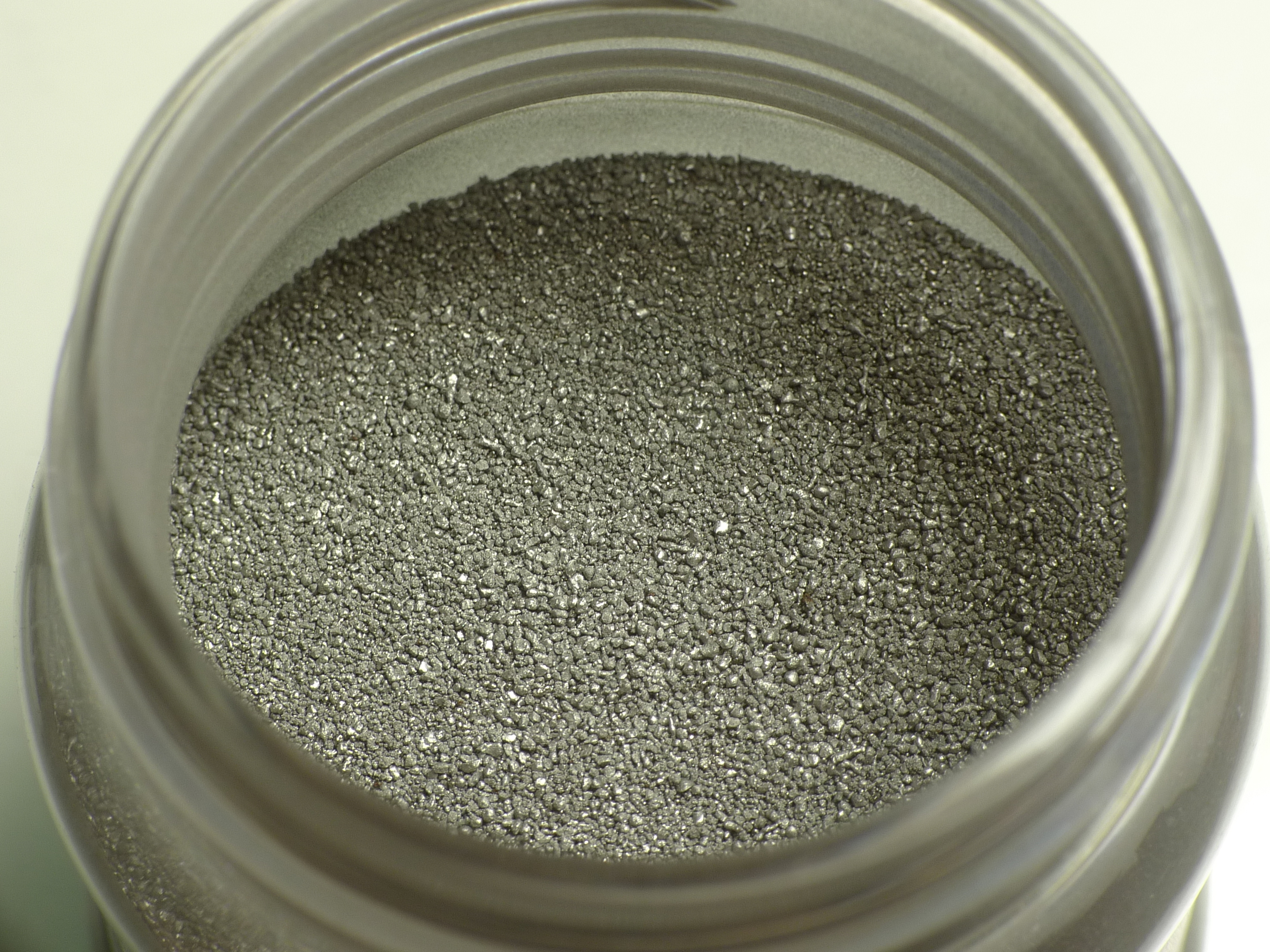
Pulbere de fier

Termenul de pulbere (sinonim cu praf, sau pudră) se referă la un material solid care se prezintă sub formă de particule foarte fine. Pulberile fac parte din categoria materialelor granulare.

## Tipuri
Câteva exemple de produse care sunt întâlnite sub formă de pulbere sunt: făina, zahărul, cafeaua măcinată, laptele praf, praful de pușcă, dar și unele produse farmaceutice.